# Нязепетровское городское поселение
Нязепетро́вское городско́е поселе́ние — упраздненное в 2024 муниципальное образование в Нязепетровском районе Челябинской области Российской Федерации.
Административный центр — город Нязепетровск.

## История
Статус и границы городского поселения установлены Законом Челябинской области от 13 сентября 2004 года № 266-ЗО «О статусе и границах Нязепетровского муниципального района, городского и сельских поселений в его составе».
Упразднено Постановлением Губернатора Челябинской области от 22.01.2024 № 9

## Население
| 2010    | 2011    | 2012    | 2013    | 2014    | 2015    | 2016    |
| ------- | ------- | ------- | ------- | ------- | ------- | ------- |
| 12 484  | ↘12 437 | ↘12 337 | ↘12 184 | ↘12 098 | ↘12 095 | ↘11 934 |
| 2017    | 2018    | 2019    | 2020    | 2021    | 2023    |         |
| ↘11 785 | ↘11 720 | ↘11 569 | ↘11 449 | ↘10 383 | ↘10 200 |         |

## Состав городского поселения
| № | Населённый пункт | Тип населённого пункта          | Население |
| - | ---------------- | ------------------------------- | --------- |
| 1 | Нязепетровск     | город, административный центр   | ↘10 198   |
| 2 | Табуска          | посёлок железнодорожной станции | ↘0        |

### Упразднённые населённые пункты
- Ураим — посёлок, в 2023[19][20]
- Серный Ключ — посёлок, в 2023 году[21]
- Старый балластный карьер — посёлок, в 1995 году